# مائورو راکا
مائورو راکا (انگلیسی: Mauro Racca; ۳ آوریل ۱۹۱۲ – ۲۷ آوریل ۱۹۷۷) ورزشکار شمشیربازی اهل ایتالیا بود.
وی در مسابقات کشوری و بین‌المللی در مجموع برندهٔ ۲ مدال نقره شده‌است.